# طواف إيطاليا 2012
طواف إيطاليا 2012 هو سباق دراجات هوائية أقيم في إيطاليا بتاريخ 5–27 مايو، تكون السباق من 21 مرحلة وامتدّ لمسافة 3502.1 كم بسرعة 38 كم/س، استغرق السباق 91 ساعة 39 دقيقة 02 ثانية. فاز به الكندي رايدر هيسجيدال.